# ماري جين أوسبورن
ماري جين أوسبورن (24 سبتمبر 1927 - 17 يناير 2019) عالِمة كيمياء حيوية وبيولوجية جزيئية أمريكية. تترأس قسم البيولوجيا الجزيئية والفيزياء الحيوية في المركز الصحي بجامعة كونيتيكت. كباحثة، كان تركيزها على آليات تقسيم  الخلايا البكتيرية. أسفر بحثها الذي يدرس التركيب الحيوي للسكريات الدهنية عن تطوير مضادات حيوية فعالة ضد بعض أنواع البكتيريا المسببة للأمراض.